# Lycia
Lycia è un gruppo musicale statunitense fondato e guidato da Mike Van Portfleet.

## Storia
Nascono nel 1988 creati da un'idea del chitarrista Van Portfleet e del bassista John Fair.
Nel 1989 viene pubblicato Wake, il primo EP. lo stile rimanda alla darkwave industriale che negli anni successivi, con l'ingresso del tastierista David Galas al posto di Fair e grazie a collaborazioni esterne, si apre ad altre influenze.
Nel 1990 esce il primo album: Ionia, ll suono ingloba varie influenze, tra cui anche porzioni dark ambient, echi ethereal oltre alle consuete suggestioni Wave ed Industrial.
Nel 1994 VanPortfleet e Galas pubblicano a nome Bleak l'album Vane.
Nel 1995 entrerà a far parte della formazione Tara Vanflower, la cui voce caratterizzerà tutti i successivi album.

## Formazione
- Mike Van Portfleet - chitarra
- Tara Vanflower
- David Galas - tastiera 1988-1989
- John Fair - basso dal 1990

## Discografia
- 1989 - Wake
- 1991 - Ionia
- 1993 - A Day in the Stark Corner
- 1994 - Live
- 1995 - The Burning Circle and then Dust
- 1997 - Cold
- 1998 - Estrella
- 2001 - Compilation Appearances Volume 1
- 2001 - Compilation Appearances Volume 2
- 2002 - Tripping Back into the Broken Days
- 2003 - Empty Space
- 2010 - Fifth Sun
- 2013 - Quiet Moments
- 2015 - A Line that Connects
- 2018 - In Flickers